# Diapetimorpha vindicator
Diapetimorpha vindicator är en stekelart som först beskrevs av Fabricius 1804.  Diapetimorpha vindicator ingår i släktet Diapetimorpha och familjen brokparasitsteklar. Inga underarter finns listade i Catalogue of Life.